# The Scientist (Zucchero Fornaciari)
The Scientist è un singolo del cantautore italiano Zucchero Fornaciari, pubblicato il 10 dicembre 2021 come secondo estratto dall'album Discover.

## Descrizione
È una cover del brano omonimo dei Coldplay. La canzone allude all'impotenza dell'essere umano nei confronti dell'amore. L'arrangiamento è una rivisitazione in chiave unplugged del brano originale, dove il pianoforte viene sostituito con la chitarra.

## Video musicale
Il 15 dicembre 2021 è stato pubblicato il lyric video diretto da Gaetano Morbioli. Ritrae Zucchero intento ad attraversare territori innevati avvolto da una pelliccia colorata, come nella copertina di Discover, inseguito da un lupo con il quale si ritrova alla fine della canzone. Il 2 aprile 2022 è stato pubblicato il video della canzone in versione unplugged eseguita dal vivo.